# Corella eumyota
Corella eumyota ist eine sessil und solitär lebende Art der Seescheiden aus der Familie Corellidae. Sie kommt im Südlichen Ozean an den Küsten der Antarktis, Südamerika, Südaustralien, Neuseeland und Südafrika vor. Von hier wurde sie in europäische Gewässer eingeführt, wo sie 2002 vor den Küsten von Frankreich entdeckt wurde.

## Merkmale
Corella eumyota ist grau oder elfenbeinfarben gefärbt und kann in ihrem Hauptverbreitungsgebiet auf der Südhalbkugel bis zu einer Länge von etwa 24 Zentimetern wachsen. Der Mantel großer Individuen ist dünn, transparent und papierig, während kleinere Individuen, die viel häufiger vorkommen, dicker und gallertartig sind. Diese Art wurde in die nördliche Hemisphäre eingeführt und wird hier als etwa 2 bis 4 Zentimeter lang, semitransparent und weiß, braun oder orangefarben beschrieben, wobei die Siphone oft orange sind.
Normalerweise liegt die Seescheide auf der rechten Seite und ist leicht oval, sie passt sich aber mit seinem Körper den Konturen seiner Umgebung an. Die Einström-Öffnung befindet sich an der Spitze des Körpers und der Ausatemsiphon um ein Drittel versetzt auf der rechten Seite. Die Siphone können nicht eingefahren werden. Obwohl die Tunika sauber sein kann, wird sie manchmal von einem Biofilm bedeckt oder von anderen Seescheiden überwachsen. Der Hinterdarm ist durch die Tunika hindurch sichtbar und bildet eine einfache Kurve, die ihn in europäischen Gewässern von den ziemlich ähnlichen Molgula-Arten unterscheidet, die einen „S“-förmigen Darm haben.

## Verbreitung
Corella eumyota ist in den Gewässern der Antarktis und vor den südlichen Küsten Südamerikas, Südafrikas, Australiens und Neuseelands heimisch. Sie lebt auf dem antarktischen Kontinentalschelf in Tiefen zwischen 30 und mehr als 840 Metern. Die Art wurde in die nördliche Hemisphäre eingeführt und ist heute als Neozoon in Nord- und Westeuropa vor Spanien, Frankreich, Irland und der Südküste Englands vertreten.

## Lebensweise
Corella eumyota ist ein Nahrungsstrudler und Filtrierer. Sie erzeugt einen Wasserstrom, um dieses an ihrem Einatemsiphon anzusaugen, im Kiemendarm die Nahrungsmittelpartikel herauszufiltern und das Wasser durch den seitlichen Siphon auszuleiten. Sie ernährt sich weitgehend von organischen Partikeln, die aus dem Sediment stammen. In den antarktischen Gewässern ist sie eine langsam wachsende und langlebige Art. Sie laicht im südlichen Sommer und die Larven werden in der Körperhöhle behalten, bis sie weit fortgeschritten sind. Wenn sie schließlich freigesetzt werden, setzen sie sich innerhalb weniger Minuten auf dem Meeresboden ab, so dass Gruppen dieser Seescheide nah beieinander wachsen.

## Belege
1. 1 2 3 4  Corella eumyota Traustedt, 1882. In: Biodiversität AQ. British Antarctic Survey, abgerufen am 22. September 2017 (englisch).
2. 1 2  Mather, Patricia: Antarktische Ascidiacea: Monographische Darstellung der bekannten Arten auf der Grundlage von Exemplaren, die unter der Schirmherrschaft der US-Regierung gesammelt wurden, 1947-1965. American Geophysical Union, 1969, ISBN 978-0-87590-113-8, S. 85–87 (google.com).
3. 1 2  Corella eumyota. In: EOL. Abgerufen am 22. September 2017 (englisch).
4. ↑  Bilewitch, J: Ein Seespritzer: Corella eumyota. MarLIN, 2009, abgerufen am 27. September 2017 (englisch).
5. ↑  Aliya El Nagar, Rony Huys, John D. D. Bishop: Widespread occurrence of the Southern Hemisphere ascidian Corella eumyota Traustedt, 1882 on the Atlantic coast of Iberia. Aquatic Invasions 5 (2), 2010: S. 169–173; doi:10.3391/ai.2010.5.2.06.
6. ↑  Wolf E. Arntz, Andrew Clarke: Oekologische Studien in der Eiszone des antarktischen Meeres: Ergebnisse des EASIZ Midterm Symposiums. Springer Science & Business Media, 2012, ISBN 978-3-642-59419-9, S. 261–262 (google.com).